# エレン・テスレフ

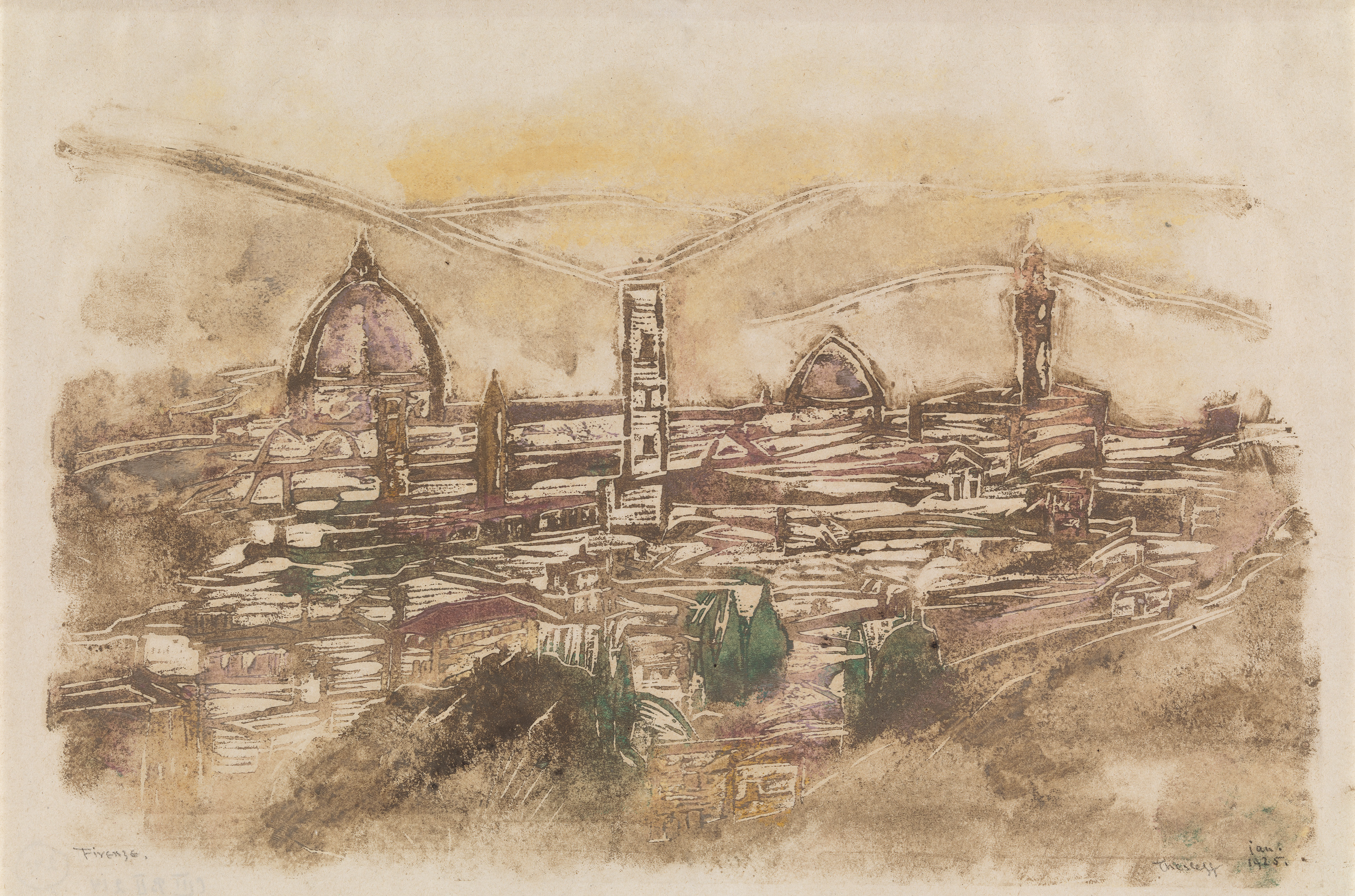
エレン・テスレフの木版画「フィレンツェ」(1925)

エレン・テスレフ（Ellen Thesleff、1869年10月5日 - 1954年1月12日）は、フィンランドのモダニズムの画家、版画家である。

## 略歴
ヘルシンキで生まれた。父親は技術職の役人であり、アマチュア画家でもあった。父親の仕事の関係で1872年から1884年の間はクオピオで育ち、家族と夏はカッラ湖（Kallavesi）の島（Kumpusaari）の別荘で過ごした。ヘルシンキに家族と戻り、1884年からヘルシンキの学校に入った。
父親から最初に絵を学び、父親は娘を展覧会に連れて行き、娘のためにモデルを雇った。1885年からにアドルフ・フォン・ベッカー（1831-1909）が運営するヘルシンキの美術学校で学びはじめ、1887年にフィンランド美術協会の絵画学校で絵の勉強を続けた。学んだ教師の中にはフレドリック・アールシュテット（Fredrik Ahlstedt: 1839-1901）もいた。 1890年から、マグヌス・エンケル（1870-1925）やベーダ・ステアンシャンツ（Beda Stjernschantz: 1867-1910）、ヴァイノ・ブロムシュテット（Väinö Blomstedt: 1871-1947）らの仲間の学生と、グンナル・ベルントソンの美術学校にも通い始めた。1891年のフィンランド芸術家協会の秋季展覧会に初めて作品を出展し、作品は好評で事務局に買い上げられた。
1891年の秋、仲間の画家のAnna Bremer、Jenny Cajander、Sigrid Granfeltとパリに留学し、私立の美術学校、アカデミー・コラロッシに入学し、ギュスターヴ・クルトワや、ピュヴィス・ド・シャヴァンヌ、ウジェーヌ・カリエールに学んだ。パリでは、ルーヴル美術館などの美術館や展覧会を熱心に訪れ、作品を模写して修行した。レオナルド・ダ・ヴィンチやサンドロ・ボッティチェリの作品やエジプト美術にも関心を持った。夜には、北欧からの芸術家が集うカフェの「レジャンス（Régence）」を訪れ、フィンランド人のアレクサンダー・フェデリー（Aleksander Federley）やペッカ・ハロネン、スウェーデン人のファニー・ラストボム（Fanny Låstbom）とゲルダ・アールム（Gerda Ahlm）らと知り合った。
アカデミー・コラロッシで1892年3月まで学んだ後、6月初旬までパリに留まり、マグヌス・エンケルやカール・ウィルヘルムソン（Carl Wilhelmson）とともにブリュッセル、アントウェルペン、リューベックを経由してフィンランドに帰国した。
1894年に初めてイタリアを訪れた。弟のロルフ・テスレフ（Rolf Thesleff: 1878-1938）が外交官になり、1925年から1930年の間ローマ勤務をしたことのあり、その後もしばしば、母親らとイタリアを訪れることになった。何度かフィレンツェも訪れ、イギリスの演出家のエドワード・ゴードン・クレイグと知り合い 、クレイグの演劇雑誌に版画作品が掲載されたこともあった。
1900年のパリ万国博覧会の展覧会に出展し、銅メダルを受賞した。
1909年にマグヌス・エンケルらのフィンランドの前衛的な画家たちと美術家グループ「7人会(septem-ryhmä)」を結成し、1912年からグループ展に出展した。このグループ展は1918年まで展覧会を開いた。 
1890年頃から1950年ころに至るまで精力的に作品を描き、初め自然主義的なスタイルから、20世紀に入ると表現主義のスタイルに変わった。

## 作品

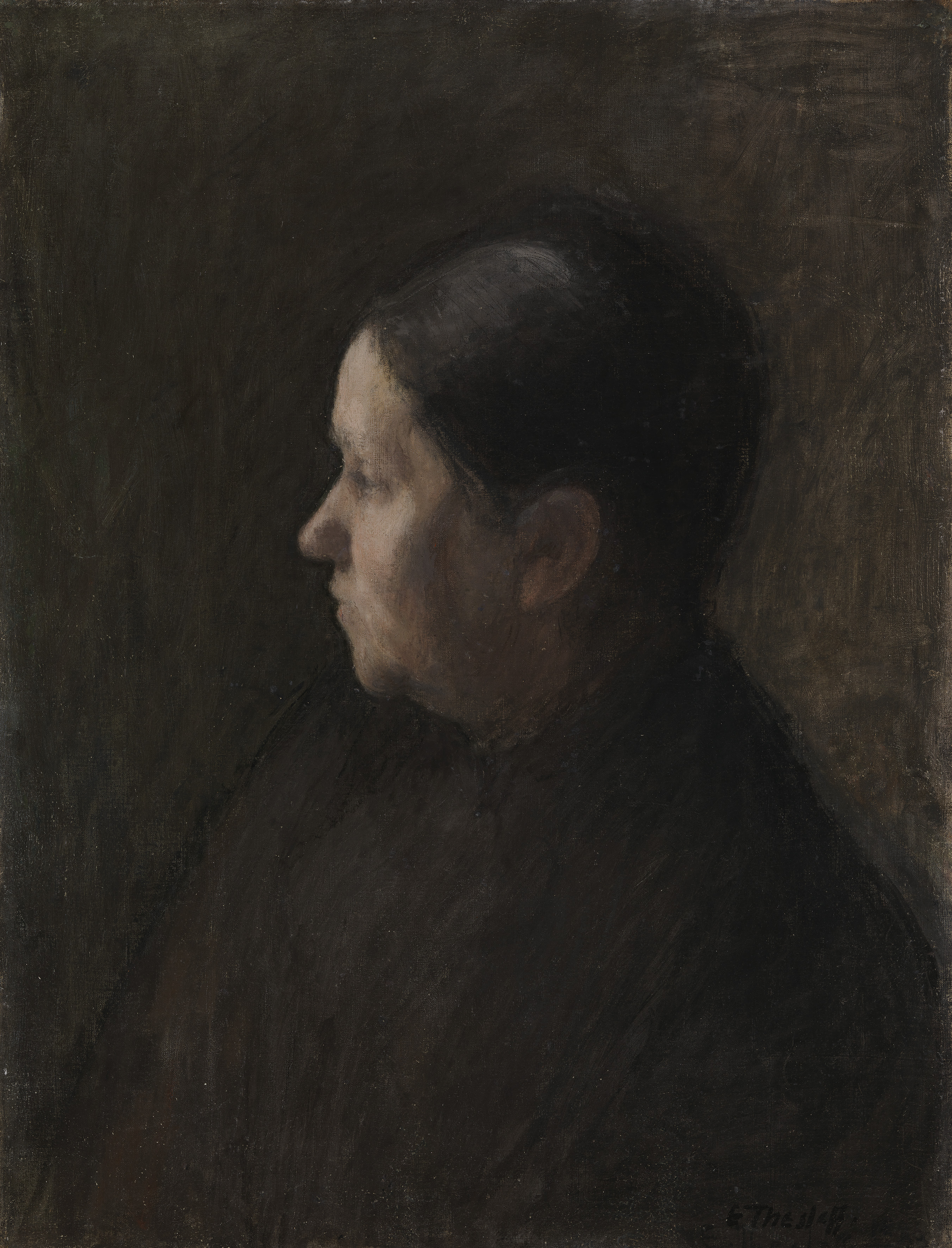
母親の肖像画 (1896) フィンランド国立美術館
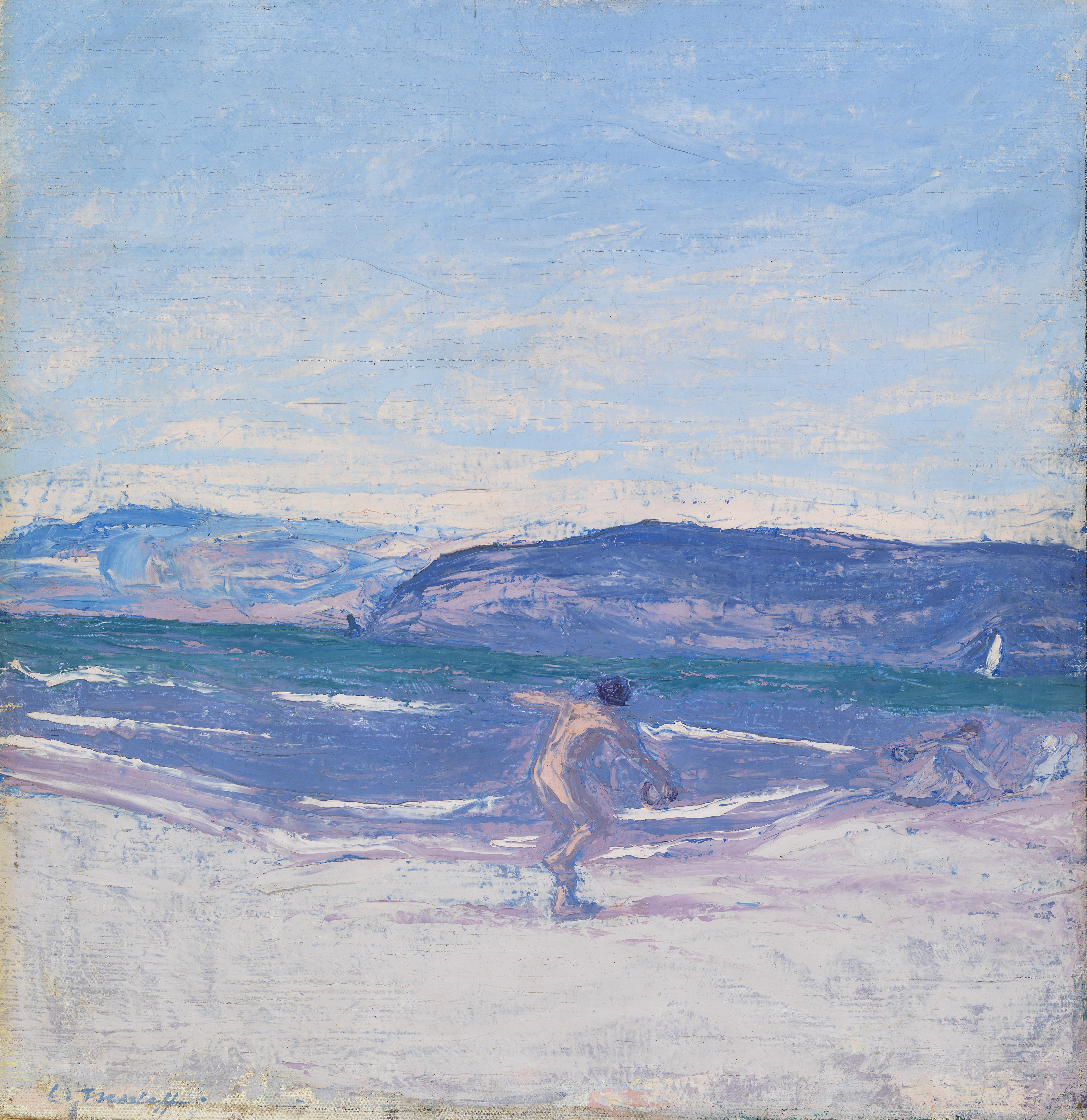
ボール遊び (1909) フィンランド国立美術館
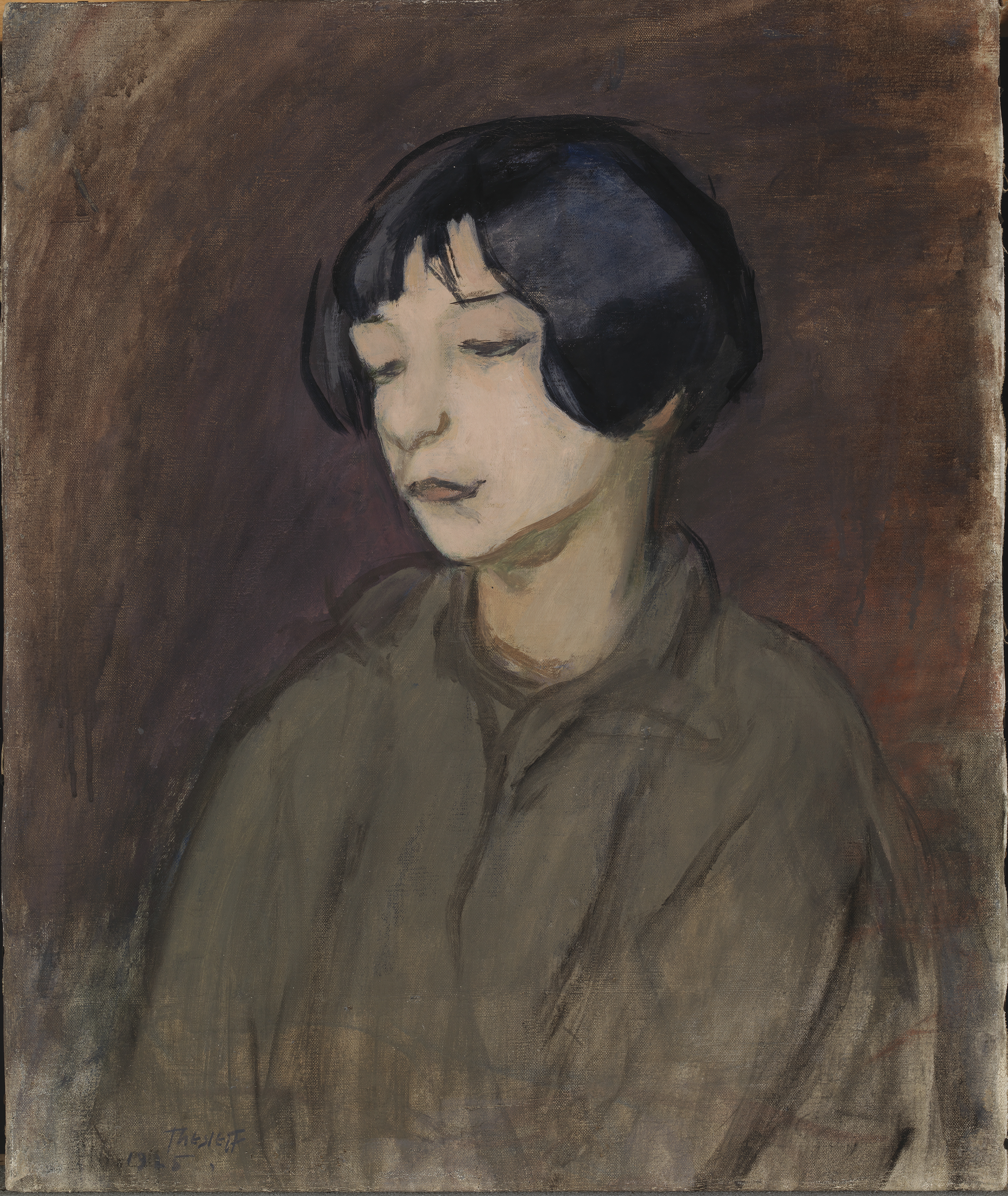
イタリアの少女 (1925) フィンランド国立美術館
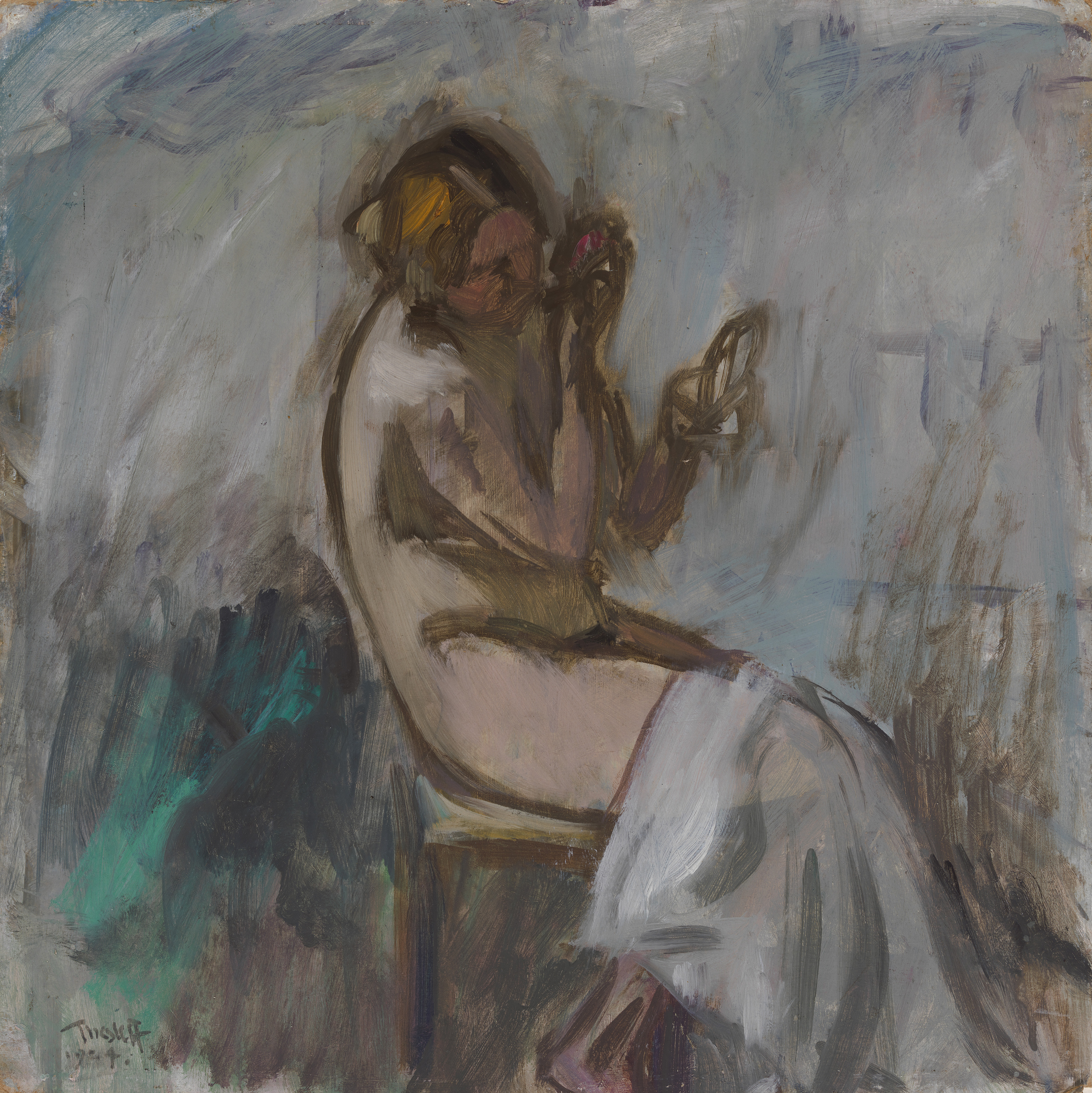
鏡を持つモデル (1924) フィンランド国立美術館